# Sophie Ferracci
Pour les articles homonymes, voir Ferracci.
Sophie Gagnant-Ferracci est une avocate d'affaires française.
Elle exerce différentes responsabilités dans des cabinets auprès d'Emmanuel Macron au ministère de l'Économie et à En marche, puis auprès d'Agnès Buzyn, ministre des Solidarités et de la Santé, ainsi qu'Olivier Sichel, directeur général adjoint de la Caisse des dépôts et consignations.

## Biographie
Elle est diplômée d'HEC Paris (H99) et est titulaire d'un DEA en droit de l'université Paris II.
En 2004, elle épouse l'économiste Marc Ferracci.
En janvier 2016, elle devient directrice de cabinet d'Emmanuel Macron au ministère de l'Économie. Elle quitte ses fonctions au moment de la démission d'Emmanuel Macron et devient sa cheffe de cabinet au sein du mouvement En marche pour l'élection présidentielle de 2017.
Le 19 mai 2017 (JO du 24 mai 2017), elle est nommée chef de cabinet d'Agnès Buzyn, ministre des Solidarités et de la Santé.
En avril 2018, elle est nommée directrice de cabinet d’Olivier Sichel, qui est lui-même directeur général adjoint de la CDC, une embauche qui serait controversée du fait de sa proximité avec Emmanuel Macron.
Depuis avril 2019, elle est présidente du Groupe SOS Jeunesse au sein du Groupe SOS.